# Крятуона
Крятуона (лит. Kretuona) — река, протекающая в Аукштайтском национальном парке, Швенченский район, Литва. Крятуона вытекает из северо-западной части озера Крятуонас. Недалеко от истока пересекает автомобильную дорогу. Течёт в северо-западном направлении через лесистую местность. Впадает в озеро Жейменос. Длина реки составляет 2,3 км. В некоторых источниках река Ваюонеле, впадающая в Крятуонас считается верхним течением Крятуоны; в таком случае длина реки равна 26 км. Площадь бассейна Крятуоны — 165 км². Средний расход воды в устье около 1,44 м³/с.